# تشوبلاني
تشوبلاني (بالفارسية: چوپلانی) هي قرية تقع في غلستان في إيران. يقدر عدد سكانها بـ 304 نسمة بحسب إحصاء 2016.